# 1262
- Wikisource

| Calendário gregoriano                                                        | 1262 MCCLXII                                         |
| Ab urbe condita                                                              | 2015                                                 |
| Calendário arménio                                                           | 711 – 712                                            |
| Calendário bahá'í                                                            | -582 – -581                                          |
| Calendário budista                                                           | 1806                                                 |
| Calendário chinês                                                            | 3958 – 3959 Início a 22 de janeiro (aproximadamente) |
| Calendário copta                                                             | 978 – 979                                            |
| Calendário etíope                                                            | 1254 – 1255                                          |
| Calendários hindus - Vikram Samvat - Calendário nacional indiano - Cáli Iuga | 1317 – 1318 1183 – 1184 4362 – 4363                  |
| Calendário Holoceno                                                          | 11262                                                |
| Calendário islâmico                                                          | 660 – 661                                            |
| Calendário judaico                                                           | 5022 – 5023                                          |
| Calendário persa                                                             | 640 – 641                                            |
| Calendário rúnico                                                            | 1512                                                 |
| Calendário solar tailandês                                                   | 1805                                                 |

1262 (MCCLXII na numeração romana) foi um ano comum do século XIII do Calendário Juliano, da Era de Cristo, a sua letra dominical foi A (52 semanas), teve início a um domingo e terminou também a um domingo.
Na Era de César, ainda em vigor no reino de Portugal, correspondeu ao ano 1300 (= 1262 + 38).
| Ano completo                    |
| ------------------------------- |
| Ano comum com início ao domingo |

## Mortes
- Blasco Fortun de Ávila, foi Senhor da cidade de Ávila, n. 1230.
- Gonçalo de Amarante, eclesiástico, taumaturgo e santo católico português (n. 1187).
- Matilde II de Bolonha, rainha de Portugal, esposa de D. Afonso III (n. 1202).
- Mem Soares de Melo, foi o 1º senhor de Melo, n. 1195.